# 資房抄
資房抄（すけふさしょう）は、平安時代の公卿藤原資房の手になる儀式書。
資房晩年の永承6（1051）年から天喜5（1057）年頃にかけて著作されたと考えられ、五位蔵人、蔵人頭を務めた自身の経験をもとに、蔵人の申文の取り扱いについてまとめた書である。資房の弟資仲の『前疑抄』（逸書）には、『資房抄』の説を継承したと考えられるものがあり、この書が資仲のために執筆されたとも考えられている。
現在は散逸し、逸文が伝わるのみである。逸文の大半は、『春記』、『小右記』を引用する『口目抄』、藤原経任の『権大夫記』（一名『経任大納言記』）など、蔵人の申文取り扱いに関係する記事を多用し叙述したものである。その叙述態度は、祖父藤原実資の『小野宮年中行事』に通じる。引用されている史料は、すべて小野宮家の関係者のものである。『口目抄』所収『小右記』には、小野宮家の祖藤原実頼の男藤原頼忠の説、実頼の『清慎公記』が引用されている。さらに、実資が経任に作法を伝授したことが見え、『権大夫記』には、経任が実資より伝授された説を実践していることが見えるなど、小野宮家の故実作法の継承、集成を垣間見ることができる。